# Elsa Bruckmann
Elsa Bruckmann, född 1865, död 1946, var en tysk societetskvinna och kulturpersonlighet. Hon höll en litterär salong, "Salon Bruckmann", i München och är känd för sitt stöd till Adolf Hitler, som hon presenterade för inflytelserika personer genom sitt kontaktnät. 

## Biografi
Elsa Bruckmann föddes i Traundorf nära Gmunden i Österrike som dotter till den rumänske fursten Theodore Cantacuzène, som var officer i kungariket Bayerns ulaner, och Caroline Deym von Střitež. Hon gifte sig 1898 med den förmögna förläggaren Hugo Bruckmann.
Efter giftermålet blev Elsa Bruckmann känd som värdinna för "Salon Bruckmann" i München, som invigdes 1899 och blev ett centrum för stadens konstnärsliv. Bland hennes gäster fanns Rainer Maria Rilke, Heinrich Wölfflin, Rudolf Kassner, Hermann von Keyserling, Karl Wolfskehl, Ludwig Klages, Harry Graf Kessler, Alfred Schuler, Georg Simmel, Hjalmar Schacht och Norbert von Hellingrath. Hon och hennes make var kända för sitt intresse för konst och fungerade som mecenater för modernismen.
Efter första världskriget blev paret Bruckmann alltmer involverade med radikala högerkretsar. Elsa Bruckmann utvecklade ett intresse för socialdarwinism och antisemitism och blev nazist efter att hon närvarat vid ett tal av Adolf Hitler på Circus Krone 1921. Hon spelade en betydelsefull roll då hon utnyttjade det breda kontaktnät hon fått genom sin salong för att presentera Hitler för inflytelserika personer inom finans- och industrivärlden och den övriga överklassen, där Hitler fram till dess hade haft svårt att få kontakter. Hitler närvarade vid hennes salong för första gången 1924. Bland de personer hon presenterade honom för fanns Paul Ludwig Troost.
Paret Bruckmann blev medlemmar i nazistpartiet 1932 men deras medlemskap daterades tillbaka till 1925 av nazistpartiet för att hedra dem. Efter det nazistiska maktövertagandet blev Elsa Bruckmann 1934 ordförande för den berömda konstnärsföreningen GEDOK (Gemeinschaft deutscher und oesterreichischer Künstlerinnen und Kunstfreundinnen), sedan dess tidigare ordförande Ida Dehmel tvingats avgå på grund av sitt judiska ursprung.